# Ko (go)
Vous lisez un « article de qualité » labellisé en 2020.
Pour les articles homonymes, voir KO.

Ko : la forme de base.

Dans le jeu de go, un ko — parfois écrit kô ou kō — (en japonais コウ ou 劫, kō ; en coréen : 패, pae ; en chinois : 劫 ; pinyin : jié) est une configuration de pierres particulièrement fréquente, permettant la capture d'une pierre unique, suivie immédiatement de la capture d'une autre pierre, cet échange ramenant à la position initiale. Le risque d'une répétition sans fin, et donc d'une annulation de la majorité des parties pour cette raison, a amené à la création d'une règle spéciale, interdisant cette seconde capture. Il est obligatoire dans ce cas de jouer à un autre endroit du goban.
Ce coup joué « ailleurs » peut constituer pour l'adversaire une menace, appelée alors menace de ko ; si celui-ci se sent obligé d'y répondre, cela permet au joueur précédemment empêché de le faire de recapturer le ko au coup suivant. Ces échanges de menaces, de réponses aux menaces, et de recaptures s'appellent des batailles de ko ; elles constituent une partie non négligeable de la tactique et même de la stratégie du go, et sont l'une des caractéristiques spécifiques de ce jeu.
Les théoriciens du go ont développé une classification fine des différents types de ko possibles, ainsi que des menaces envisageables ; certaines des configurations qu'ils ont analysées, en particulier celles pouvant apparaître à la fin de la partie, ont amené à préciser la rédaction des règles les concernant, tout particulièrement dans le cas des règles japonaises.

## Étymologie et allusions littéraires
Il est souvent dit que ko signifie « éternité »,, mais en fait le concept d'éternité se traduit en japonais par eien, 永遠 ; l'étymologie retenue par Yasunari Kawabata fait dériver ko du mot sanskrit kalpa,, désignant dans la tradition hindouiste et bouddhiste une période de temps immense, mais finie ; le sinogramme 劫 représentant le ko désigne d'ailleurs également en chinois et en japonais le kalpa,.
Georges Perec, qui a contribué à populariser le jeu de go en France, a décrit la configuration du ko en 1978 dans La Vie mode d'emploi. En 1983, Paul Otchakovsky-Laurens a rendu hommage à Perec, mort l'année précédente, et à cette idée d'éternité contenue dans le ko, en choisissant pour les éditions P.O.L un logo qui représente schématiquement les sept pierres formant un ko.

## Définition
La définition qui suit suppose connue la règle de capture du jeu de go, qui se fait par encerclement au contact de chaînes de pierres.

Image animée montrant les échanges de capture d'un ko.

Un ko est une configuration de pierres permettant la capture d'une pierre unique, et qui permettrait, si la règle ne s'y opposait pas, la capture immédiate d'une autre pierre, cet échange de captures ramenant à la position initiale comme on le voit sur la figure animée ci-contre.

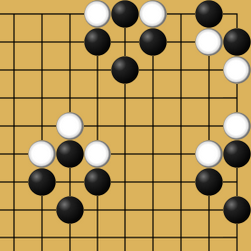
Les quatre configurations possibles.

Compte tenu des propriétés particulières des bords et des coins, il n'existe essentiellement que quatre configurations de ko possibles, illustrées ci-contre.
Dans chacun de ces quatre cas, si le joueur blanc capture la pierre noire en prise, le joueur noir pourrait, en l'absence de la règle du ko, capturer immédiatement la pierre qui vient d'être posée, revenant ainsi à la position de départ.

En revanche, des séquences plus complexes de captures, telles que celle illustrée ci-dessous, ne sont pas des kos, puisqu'on ne revoit jamais une position déjà vue ; ces séquences sont autorisées par les règles,.
| diagramme représentant la position de départ. | Noir capture une pierre. → | diagramme représentant la position suivante. | Blanc réplique en en capturant deux. → | diagramme représentant la position suivante. | Noir conclut par une dernière capture. → | diagramme représentant la position finale. |

## Le traitement des kos par les règles
La répétition de positions est un phénomène connu dans d'autres jeux analogues, comme les dames ou les échecs ; elle y est un moyen de nullité, recherché par le joueur qui risquerait sinon de perdre la partie. Mais le jeu de go a dû apporter une solution spécifique au problème posé par les kos. En effet, ces configurations apparaissent dans la majorité des parties ; si une règle particulière ne les traitait pas, une répétition illimitée des échanges de capture et donc une annulation de la partie serait à craindre chaque fois que l'enjeu de ces captures serait suffisamment important pour que les deux joueurs s'y attachent.
Diverses façons de résoudre cette difficulté, à peu près équivalentes en pratique, ont été imaginées. La plus simple est connue sous le nom de règle du superko : « toute répétition de position (globale, c'est-à-dire sur tout le goban) est interdite, ». La Chine et de nombreux pays occidentaux appliquent cette règle. Ce n'est cependant pas le cas du Japon et de la Corée, qui n’interdisent que les répétitions venant des kos au sens strict. Pour la règle officielle de ces derniers pays, toutes les autres répétitions annulent la partie, qui est alors déclarée « sans résultat » (japonais : mushōbu, 無勝負) : en compétition, elle doit dans ce cas être rejouée. Ces différences de règles n'ont cependant que peu de conséquences pratiques, car entre bons joueurs, les superkos, c'est-à-dire les situations répétitives qui ne sont pas des kos, sont très rares.

### Difficultés en fin de partie
Certaines positions apparaissant en fin de partie et mettant en jeu une bataille de ko amènent à des difficultés d'application des règles japonaises et coréennes. Ces règles déterminent en effet le score (et donc le gagnant) par une procédure complexe demandant d'abord de savoir quelles sont les pierres « mortes », et utilisant pour ce faire des séquences qui ne sont jouées que si les joueurs ne s'accordent pas sur le statut des groupes. Des kos se produisant lors de ces séquences « virtuelles » ont pu soulever des contestations, et demandent en tout cas un traitement particulier, qui a fait l'objet d'ajustements successifs des règles, la dernière version japonaise datant de 1989. Les problèmes d’arbitrage correspondants, bien illustrés, par exemple, par plusieurs parties jouées par Go Seigen, ont amené la plupart des règles internationales à faire reposer le traitement de ces situations exceptionnelles sur les coups joués effectivement (et non virtuellement) par les joueurs : pour ces règles, le score est déterminé uniquement par la position finale des pierres sur le goban.

## Batailles de ko

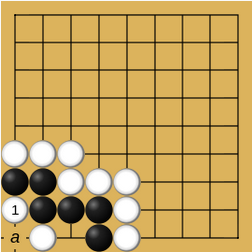
Un exemple de bataille de ko.

### Déroulement d'une bataille de ko
La majorité des kos ont un enjeu dépassant de loin la simple capture d'une pierre. Dans la figure ci-contre, par exemple, la capture du groupe noir ne peut être évitée qu'en reprenant le ko (en a), puis en capturant l'autre pierre blanche. Capturer le groupe rapporte 17 points à Blanc (en tenant compte de ce qu'il sauve ainsi ses deux pierres) ; on dit que c'est la valeur du ko.
Si l'on suppose que Blanc vient de jouer en 1 et de capturer une pierre noire en a, la règle interdit à Noir de recapturer immédiatement. Il va donc jouer « ailleurs », et ce coup changeant la configuration globale, il aura le droit de reprendre la pierre 1 (en jouant en a) si Blanc joue lui aussi ailleurs. Il est clair que si le coup joué ailleurs par Noir menace un gain nettement supérieur à 17 points, Blanc sera obligé d'y répondre : on dit qu'un tel coup est une menace de ko. Après la réponse à une menace de ko, la situation s'inverse : si Noir choisit de recapturer, c'est Blanc qui doit chercher une menace de ko. Cette succession d'échanges, appelée une bataille de ko, peut se prolonger assez longtemps mais finit nécessairement par s'arrêter, l'un des joueurs étant à court de menaces, ou choisissant de négliger l'une de celles de son adversaire ; dans les cas usuels, ce joueur met fin à la bataille, par exemple en connectant la pierre en prise ; on dit qu'il dissout le ko (ou qu'il le résout).
La conduite d'une bataille de ko est l'une des techniques les plus délicates du jeu. On considère d'ailleurs que c'est celle où les professionnels commettent le plus d'erreurs, et on a longtemps pensé que ce serait un obstacle infranchissable à la création de programmes de go meilleurs que les joueurs humains. Outre l'estimation exacte de la valeur du ko comparée à celle des menaces, une des difficultés vient aussi de ce qu'en ne répondant pas directement à une menace, on permet à l'adversaire de jouer deux coups consécutifs dans une région donnée du jeu, ce qui conduit parfois ainsi à des résultats normalement impossibles, comme la capture de groupes « vivants », c'est-à-dire invulnérables dès lors que l'on répond – correctement – à leur attaque ; les conséquences de certaines menaces de ce type sont difficilement envisageables à l'avance.

### Menaces de ko

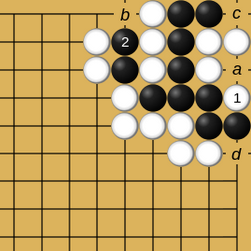
Une menace intrinsèque.

On distingue d'abord les menaces intrinsèques (c'est-à-dire celles qui ont une influence locale sur la bataille) des autres menaces, dites globales ou extérieures.
Dans l'exemple illustré ci-contre, après le coup blanc 1 prenant la pierre située auparavant en a, le coup noir 2 est une menace intrinsèque : si Blanc n'y répond pas (en b), Noir capture trois pierres, après quoi le ko n'a plus de valeur, les quatre autres pierres blanches ne pouvant plus être sauvées. La théorie recommande de jouer ces menaces en priorité.
Une autre question importante est l'ordre dans lequel on doit jouer les menaces ; à première vue, il semble qu'on doive jouer les plus grosses menaces (celles rapportant le plus de points si l'on n'y répond pas) en premier, mais en réalité, comme d'autres batailles de ko peuvent survenir, il faut conserver le plus de menaces possibles en prévision de celles-ci, et donc ne jouer qu'une seule menace, la plus grosse de celles auxquelles on sait que l'adversaire ne répondra pas ; cette gestion des menaces, analogue à la détermination de l'ordre des coups dans le yose, n'est guère pratiquée correctement que par les joueurs professionnels.
Inversement, il faut s'abstenir autant que possible de jouer de mauvaises menaces de ko, c'est-à-dire des coups faisant perdre des points si l'adversaire y répond (par exemple, briser un seki en jouant une liberté mutuelle, menaçant le groupe adverse mais perdant le sien après la réponse) ; la partie des oreilles rouges en présente un exemple de haut niveau, où un tesuji inattendu force Shūsaku à jouer deux mauvaises menaces, renforçant trop un groupe adverse.
Enfin, certaines batailles de ko sont illusoires, et donc jouer des menaces de ko pour tenter de les gagner ne fait que dégrader encore plus la position ; c'est par exemple le cas des doubles kos, mais aussi de kos qu'on peut supprimer. Ainsi, dans la figure précédente où Blanc menace de connecter ses pierres en jouant en a et de tuer ainsi le groupe noir, si celui-ci avait eu, outre celle en d, une autre liberté extérieure, Noir aurait pu tout simplement jouer en c, rendant la connexion blanche illégale : on dit alors qu'il écrase le ko (japonais : oshi-tsubushi, 押し潰し).

## Types de ko
Les diverses batailles de ko possibles sont classifiées par la théorie, un vocabulaire spécifique particulièrement imagé ayant été créé par les joueurs japonais : on parle ainsi de hanami ko (japonais : 花見コウ, ko joué « en regardant les fleurs ») pour un ko ne coûtant rien à l'un des joueurs s'il le perd, mais lui rapportant beaucoup s'il le gagne, de tenka ko (japonais : 天下コウ, ko « au-dessus du ciel ») pour un ko dont l'enjeu est si grand que le joueur qui a pris le ko ne répondra à aucune menace, etc. Les sections suivantes analysent certains des cas les plus fréquemment rencontrés,.

### Ko direct

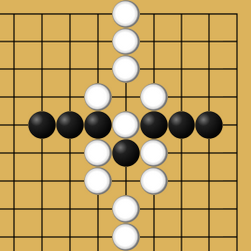
Un ko direct.

Lorsque les deux joueurs peuvent, en négligeant une menace de ko, mettre immédiatement fin au combat, on dit que le ko est direct, ou simple. C'est typiquement ce qui se produit lorsque connecter le ko est possible pour les deux joueurs et atteint leur objectif respectif, comme dans la figure ci-contre où l'enjeu du ko est la liaison des groupes qu'il sépare.
Même pour ces batailles de ko « simples », la théorie reste difficile ; on ne trouve ainsi le plus souvent à leur sujet, dans les ouvrages destinés aux joueurs amateurs, que quelques indications de bon sens, comme celle d'utiliser prioritairement les menaces intrinsèques, ou d'éviter de jouer des menaces perdant des points.
Un exemple plus avancé est donné par le calcul de la valeur que doivent avoir les menaces pour qu'il soit avantageux d'y répondre ; la théorie montre qu'elle doit être au moins égale aux 2/3 de la valeur du ko ; cette formule peu intuitive s'explique par la prise en compte de l'investissement initial lors de la création du ko, ou, de manière plus rigoureuse, en appliquant les méthodes de la théorie des jeux combinatoires.

### Ko à étapes

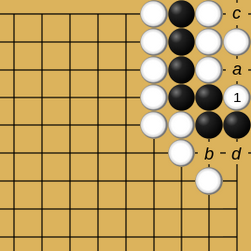
Exemple de ko à étapes.

Un ko à étapes (ou ko avec coups d'approche, japonais : yosekō, ヨセコウ) est un ko qui est direct pour l'un des joueurs, mais pas pour l'autre. Plus précisément, le second joueur ne peut mettre fin à la bataille en négligeant une menace de ko, mais doit, pour espérer la gagner, jouer un ou plusieurs coups supplémentaires, alors que le ko lui est favorable, avant que le ko devienne également direct pour lui.
Dans l'exemple ci-contre, si Noir parvient à reprendre le ko en a, il vit ensuite directement en capturant en c. Mais même si Blanc ne répond pas à une menace extérieure de Noir et joue en b, il devra laisser Noir reprendre le ko, qui sera donc devenu direct. Pour gagner définitivement la bataille de ko, et capturer en d, Blanc aura ainsi dû laisser Noir jouer trois coups ailleurs ; on dit que ce ko est à une étape (le coup b), ou, en japonais, que c'est un itte yoseko. En modifiant la position, on pourrait parler par exemple de ko à trois étapes si le groupe noir possédait quatre libertés extérieures.
La nécessité de devoir négliger un grand nombre de menaces pour pouvoir gagner un tel ko rend injouables en pratique les kos à trois étapes ou plus, si ce n'est à l'extrême fin de partie, où le joueur ayant l'avantage devra le plus souvent sacrifier l'initiative — en ne perdant que peu de points — pour dissoudre le ko.

### Ko en cascade
Un ko en cascade, ou ko à étages (japonais : nidan kō, 二段劫, pour le cas le plus fréquent des kos à deux étages) est formé de deux (ou plusieurs) batailles de ko consécutives, comme on le voit dans la position ci-dessous (résultant de la séquence montrée à sa droite).
| Diagramme représentant la position. |  | ← | Diagramme représentant la séquence l'ayant créé. |

L'analyse détaillée de ce combat (nettement plus délicate que celle des exemples précédents) montre qu'il s'agit de la meilleure résistance de Blanc (et des meilleures réponses noires) pour ne pas perdre toutes ses pierres dans le coin. À présent, la bataille de ko se déroule dans un premier temps pour recapturer en a ; si Blanc y parvient, une nouvelle bataille de ko s'engage en b. La situation, toutefois, n'est pas aussi défavorable pour Blanc que le serait un ko à une étape : après le gain de la première bataille, le ko est désormais direct pour Blanc, mais indirect pour Noir.

### Ko de dix mille ans

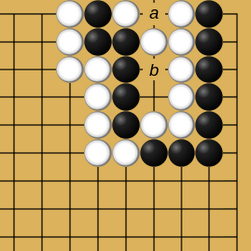
Exemple de ko de dix mille ans.

Un ko de dix mille ans (japonais : mannen kō, 万年コウ) est un ko indirect pour les deux joueurs, et tel, par conséquent, que chacun des deux préférerait le voir déclenché par l'autre.
Dans l'exemple ci-contre de course aux libertés, Blanc peut, en connectant en a, obtenir un seki. Mais s'il cherche à capturer Noir en le mettant en atari en b (menaçant de le capturer au coup suivant), Noir prend le ko et c'est Blanc qui se retrouve en danger immédiat. Inversement, si Noir parvient à reprendre le ko (en a), il ne peut attaquer Blanc qu'en lui donnant un ko favorable. Aucun des deux joueurs n'a donc vraiment intérêt à déclencher le ko, et le seki parait inévitable… si ce n'est que si l'un des joueurs parvient à se procurer suffisamment de menaces, il pourra tout de même choisir d'exécuter la séquence d'attaque ; lorsqu'un ko de dix mille ans apparaît, les deux joueurs sont ainsi obligés de contrôler sans cesse les menaces de ko disponibles, faute de quoi le seki peut soudain être remis en question.

### Double ko

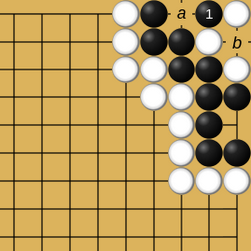
Un groupe vivant par double ko.

Lorsque le même combat met en jeu deux kos indépendants, on parle de double ko (japonais : ryō kō, 両コウ). Dans l'exemple quelque peu artificiel ci-contre, où Noir vient de capturer une pierre blanche en a, il ne sert à rien à Blanc de jouer des menaces de ko, car s'il parvient à recapturer la pierre 1, Noir jouera simplement en b, et Blanc, jouant seul toutes les menaces de ko extérieures, finira par les épuiser ; on dit que le groupe noir est vivant par double ko,.
Bien que la position soit stable en un certain sens, et donc que les deux joueurs aient normalement intérêt à ne plus s'en préoccuper, elle fournit cependant à Blanc une source inépuisable de menaces de ko pour un troisième ko apparaissant ailleurs sur le goban, la capture en a obligeant Noir à répondre immédiatement en b ; c'est un avantage non négligeable, puisque Blanc est certain de gagner ainsi toute autre bataille de ko de valeur inférieure surgissant dans la partie ; cela amènera le plus souvent Noir à devoir tôt ou tard sacrifier l'initiative pour régler définitivement la question en capturant en b.

## Questions de tactique et de stratégie
Les théoriciens du go distinguent soigneusement les concepts tactiques (par exemple la notion de tesuji, qu'on peut définir comme le meilleur coup — non évident — atteignant un objectif local donné, tel que la vie ou la mort d'un groupe) et les concepts stratégiques (les outils permettant de déterminer, d'un point de vue global, les relations entre les objectifs locaux, ainsi que le choix des objectifs prioritaires). Les batailles de ko présentent, de ce point de vue, des spécificités venant en particulier de ce que ce sont (avec les shichos) les seules configurations locales pouvant amener à des conséquences à grande distance.

### Tactiques utilisant des kos
De nombreuses situations tactiques sont améliorées par la création et l'utilisation judicieuse d'un ko. Les exemples suivants ne donnent qu'un petit échantillon des objectifs possibles. 

#### Gagner une course aux libertés
Un exemple élémentaire est la course aux libertés ci-dessous, illustrant également l'importance d'obtenir le meilleur ko possible : 
| Diagramme représentant la position initiale. | Diagramme représentant la réfutation du coup naïf. |
| Diagramme représentant un ko inférieur.      | Diagramme représentant le tesuji solution.         |

Un proverbe de go recommande d'ailleurs plus généralement, dans une course aux libertés où figure un ko, de déclencher la bataille de ko en dernier, car sinon, combler les libertés extérieures servira de menace de ko à l'adversaire. Il s'avère, comme souvent pour les proverbes de go, que ce conseil n'est pas toujours valable : Richard Hunter, sans nier l'intérêt du proverbe, consacre plus de quarante pages à l'étude de cette question, pour y décrire plusieurs exceptions, et même conclure que dans certains cas, la conduite de la course dépend de la stratégie globale et des menaces de ko disponibles.

#### Répondre à un atari
Lorsque la connexion donnerait une mauvaise forme, comme dans l'exemple ci-dessous, il est souvent préférable de « réceptionner en ko », en se réservant la possibilité d'une contre-attaque.
| Diagramme représentant la position.             | Diagramme représentant la position résultant de la connexion. |
| Diagramme représentant la position après le ko. | Diagramme représentant un autre ko possible.                  |

#### Vie et mort dans les coins
Les propriétés du coin, et en particulier l'existence du ko minimal autour du point 1-1, peuvent amener à des situations de tsumego exceptionnelles ; les exemples ci-dessous font partie de positions dites de référence, que les joueurs confirmés étudient de manière systématique : il est en effet difficile pour certaines d'entre elles de retrouver rapidement les séquences correctes en partie.
| Diagramme représentant la meilleure séquence. | Diagramme représentant le ko non écrasable.   |
| Diagramme représentant la meilleure séquence. | Diagramme représentant la meilleure séquence. |

### Utilisation stratégique des batailles de ko
Des éléments de la stratégie à adopter durant la bataille ont été exposés dans la section décrivant les menaces de ko. Il est beaucoup plus difficile de donner des exemples stratégiques d'utilisation d'un ko ; une situation survenant relativement fréquemment dans des parties professionnelles est qu'une menace potentielle (aji) reposant sur la création d'un ko est exploitée sans déclencher ce ko. Ainsi, si un groupe de Noir laissé pour mort a la possibilité de revivre à l'aide d'un hanami ko (c'est-à-dire que la perte de ce ko ne lui crée pas de dégâts supplémentaires, alors que son gain peut même entraîner des conséquences fâcheuses pour Blanc), il arrivera que Noir, qui n'a pas de menaces de ko suffisantes pour le gagner, se mette à jouer agressivement, sachant que Blanc sera obligé de défendre prudemment pour ne pas risquer de se retrouver face à des menaces de ko trop importantes, situation rappelant le célèbre proverbe échiquéen : « la menace est plus forte que son exécution ».

## Une partie exemplaire
La partie suivante, jouée en décembre 1952 entre Iwamoto Kaoru (ayant Noir sans komi) et Go Seigen, a été remarquée pour son utilisation d’une bataille de ko qui commence au coup 29 et ne sera résolue qu’au coup 160. La complexité de cette bataille dépasse largement les capacités d'analyse de joueurs amateurs, et elle n'est choisie, outre son intérêt historique, que pour illustrer quelques-uns des concepts introduits précédemment.
| Coups 1 à 37 (fuseki et construction du ko)                     |
| --------------------------------------------------------------- |
| Diagramme représentant le début de la bataille de ko.           |
| Coups 37 à 82 (bataille de ko intermittente)                    |
| Diagramme représentant la suite de la bataille de ko.           |
| Coups 130 à 162 (reprise de la bataille de ko et début du yose) |
| Diagramme représentant la fin de la bataille.                   |

## Des situations exceptionnelles: superkos et problèmes de règles

### Superkos
Des superkos (c'est-à-dire des séquences répétitives plus longues que des kos) sont possibles, mais ces séquences sont très rares ; bien que les créateurs de problèmes de go en aient construit un grand nombre, trois types seulement ont été observés dans des parties professionnelles, le cas le plus connu étant le triple ko survenu en 1582 dans une partie jouée par Hon'inbō Sansa en présence du seigneur de la guerre Oda Nobunaga, la veille de la mort de ce dernier aux mains de son vassal rebelle ; c'est depuis cet incident qu'un triple ko est considéré par les joueurs japonais comme présageant un malheur. Les exemples qui suivent doivent être considérés comme des curiosités, ne risquant guère d'apparaître dans des parties d'amateurs.

#### Exemples de séquences répétitives

##### Triple ko

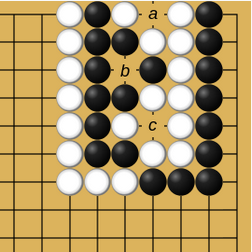
Exemple de triple ko.

La situation répétitive la plus simple met en jeu un combat entre deux groupes séparés par trois kos, comme dans l'exemple ci-contre ; on dit qu'il s'agit d'un triple ko. Noir étant en atari doit lui-même capturer en a ou en c (il en a le droit, l'un au moins de ces deux kos ne pouvant avoir été pris au coup précédent), et comme cela met Blanc en atari, ce dernier doit capturer aussitôt (en b) ; on voit que refuser la répétition du cycle conduit à la perte du groupe.

##### Chosei
Un autre exemple, ne mettant pas de ko en jeu, est la séquence représentée ci-dessous, et connue sous le nom de chosei (litt. longue vie, chinois : changsheng, 长生) ; des connaissances déjà plus avancées en tsumego sont nécessaires pour comprendre le caractère forcé de cette séquence,.
| Diagramme représentant la position initiale. | → | Diagramme représentant la continuation. | → | Diagramme représentant la répétition. |

Le traitement de ces positions dépend des règles : en règle japonaise, si Noir est en retard dans une partie où apparaîtrait le chosei précédent, il jouera volontairement le coup 4, et la partie sera annulée (mushōbu ; elle devra être rejouée) ; si l'on applique la « règle du superko » (par exemple en règle française), le coup 4 est illégal et Noir devra donc jouer une menace ailleurs s'il veut avoir le droit de continuer le cycle, après quoi c'est Blanc (au coup 9) qui sera amené à chercher une menace.

##### Une situation encore plus exceptionnelle: lemolasses ko
Le terme anglais molasses ko (litt. ko [dans la] mélasse, parfois traduit en français par « ko gluant ») désigne une configuration répétitive exceptionnelle qui n’est pas exactement un superko en ce qu'elle laisse les joueurs jouer un coup sur cinq en dehors de la zone de combat. Elle est apparue en partie réelle (mais amicale) à l'hiver 1994 au club de go de Londres, et a suscité la perplexité des joueurs professionnels ; si les différentes règles sont sans ambiguïté sur la légalité des coups joués, les théoriciens continuent à discuter du score final dans le cas où elle surviendrait et de la stratégie exacte à adopter pour jouer alors les derniers coups de la partie.
| Diagramme représentant la position initiale. |  | → | Diagramme représentant la première séquence. |  | → | Diagramme représentant la séquence de retour. |

#### Deux exemples survenus en compétition
Ces deux parties ont été jouées avec les règles coréennes ; après les échanges montrés, la position s'étant répétée, les arbitres sont intervenus pour les déclarer mushōbu, c'est-à-dire « sans résultat », et elles ont dû être rejouées.
| Diagramme représentant les derniers coups avant l'annulation. |  | Diagramme représentant les derniers coups avant l'annulation. |

### Positions anormales en fin de partie
Les règles du go ne sont que la codification (relativement récente) de la pratique des joueurs : durant longtemps, chaque fois qu'une situation exceptionnelle se produisait, on demandait tout simplement l'avis du meilleur joueur de la région. Progressivement, ces décisions ont constitué une jurisprudence rarement remise en question, mais dont la formalisation s'est avérée redoutable : ainsi, la règle japonaise ne compte pas de points dans les sekis, mais il a fallu attendre 1989 pour qu'une définition rigoureuse d'un seki figure dans la règle officielle. La simplification considérable apportée par la règle chinoise moderne a amené son adoption par la majorité des fédérations nationales (à l'exception du Japon et de la Corée) ; les situations litigieuses ne constituent plus pour ces règles une difficulté d'arbitrage, mais seulement une occasion pour les joueurs de montrer leur maîtrise technique, nécessaire pour ne pas perdre de points à la fin d'une partie où elles surviendraient. Les exemples qui suivent, heureusement assez rares, sont liés à des batailles de ko ; jouer correctement ces positions demande le plus souvent de les avoir étudiées à l’avance.

#### Batailles de ko virtuelles
| Diagramme représentant la position. | Diagramme représentant la séquence virtuelle. |

La plus fréquente des situations où apparait une bataille de ko « après la fin de la partie » est connue sous le nom de quatre courbés dans le coin (japonais : magari shimoku, 曲がり四目) : dans la figure ci-dessus, et comme pour un seki, Noir ne peut plus rien faire ; Blanc peut quant à lui déclencher quand il veut une bataille de ko qui lui est favorable, c'est-à-dire que c'est à Noir de trouver la première menace. Il a donc intérêt à la déclencher une fois la partie « terminée », c'est-à-dire quand il ne reste plus aucun coup utile à jouer, pas même des menaces de ko (noires). Ce raisonnement amène les règles japonaise et coréenne à déclarer le groupe noir « mort » ; les autres règles permettent à Noir d'exiger que Blanc joue la séquence de capture, ce qui, le plus souvent, ne lui coûtera rien s'il la joue après que le dernier dame ait été comblé et les dernières menaces de ko noires supprimées.

#### Vie au clair de lune
La vie au clair de lune (japonais : gekkou no iki, 月光の活き) est le nom donné à une situation (figure ci-contre) où un groupe évidemment mort aux yeux de n'importe quel joueur non complètement débutant ne peut cependant être capturé : Noir dispose d'une infinité de menaces de ko indestructibles, et peut donc recapturer indéfiniment. Découverte au 13e siècle au Japon, cette position amena à un jugement contestable déclarant le groupe vivant, jugement qui ne fut abrogé qu'en 1948. La règle sur les superkos amène, lorsqu'elle est utilisée, à ce que le groupe meure effectivement si l'attaquant joue correctement.